# Фонтона (Ла Специја)
Фонтона је насеље у Италији у округу Ла Специја, региону Лигурија.
Према процени из 2011. у насељу је живело 36 становника. Насеље се налази на надморској висини од 137 м.